# Venom 2. – Vérontó
A Venom 2. – Vérontó (eredeti cím: Venom: Let There Be Carnage) 2021-ben bemutatott amerikai akció-szuperhősfilm, amely az azonos nevű Marvel Comics karakter alapján készült. Rendezője Andy Serkis, forgatókönyvírói Hardy és Kelly Marcel. A 2018-ban megjelent Venom című film folytatása. A főbb szerepekben Tom Hardy, mint Eddie Brock / Venom, továbbá Woody Harrelson, Michelle Williams, Reid Scott és Naomie Harris látható.
A folytatás tervei már az első rész előkészületekor kezdődtek. Az első rész stáblista utáni jelenetében látható Woody Harrelson, aki Cletus Kasady-ként jelent meg, kiderült, hogy a folytatásban ő alakítja Vérontót, Venom riválisát a képregényekből. A film fejlesztései 2019 januárjában kezdődtek. A forgatás 2019 novemberében kezdődött, és 2020 februárjában fejeződött be. A film hivatalos címét 2020 áprilisában jelentették be.
Az Egyesült Államokban 2021. október 1-én mutatták be, Magyarországon közel két héttel később, 2021. október 14-én, az InterCom Zrt. forgalmazásában. Eredetileg 2020. október 2-án jelent volna meg, de többször is elhalasztották a koronavírus-világjárvány miatt.
Korhatározást illetően az amerikai PG-13-as és a legtöbb ország 16-os korhatár-besorolását követően Magyarországon a Filmirodától először szigorú módon 18-as besorolást kapott. A megállapításban az ellenség félelemkeltő kinézete és az LMBT-elutasító szabályozás miatt a főszereplő szimbióta burkolt transznemű személyisége szerepelt. 2023-ban az RTL az NMHH felülvizsgálatát kérte, szinte egyedülálló helyzetként az NMHH egy kategóriával lentebb sorolva felülbírálta a Filmiroda korábbi szigorú besorolását, így 2024. májusban az RTL 16-os korhatárral vetítette a filmet, vágott változat is készült 12-es korhatárhoz, illetve eszerint az LMBT-ellenes szabályozás valójában mégsem terjedhet ki ennyire szigorúan 18 évhez kötve.

## Cselekmény
1996-ban a fiatal Cletus Kasady tehetetlenül nézi, ahogy szerelmét Frances Barrisont a Ravencroft nevű intézménybe szállítják. Útközben megpróbálja használni a hangmanipulációs képességét, hogy megszökjön és rátámad egy fiatal rendőrtisztre, Patrick Mulliganre. Mulligan szemen lövi Francest, azonban a fülét sérülés éri. A rendőr azt hiszi, hogy megölte a lányt, ám őt elszállítják az intézménybe és egy olyan cellába zárják, ahol nem tudja használni a képességét.
Napjainkban Mulligan, aki azóta detektív lett, megkéri Eddie Brockot, hogy kérdezze ki Cletust, akiből sorozatgyilkos lett és nem hajlandó mással beszélni, csakis Eddievel. Venom rájön, hogy Cletus hová rejtette az áldozatait. Utána Eddie exbarátnője, Anne Weying elárulja neki, hogy jelenlegi barátja, Dr. Dan Lewis megkérte a kezét. Cletust méreg injekció általi kivégzésre ítélik és Eddie is meghívást kap az eseményre. Azonban Venom rátámad Cletusra (amikor elkezdi inzultálni Eddiet), melynek következtében Cletus megharapja Eddie jobbkezét és megszerzi a szimbióta egy kis részét. Eddie és Venom hazatérésük után vitába kezdenek, majd Venom elhagyja a férfit. Cletus kivégzése balul sül el, amikor a Vérontó nevű vörös szimbióta előtör belőle és megakadályozza, hogy a méreg a szervezetébe jusson. Cletus és Vérontó megállapodnak: Vérontó segít Cletus-nak megszöktetni Francest, ha cserébe Cletus segít neki likvidálni Venomot. Mulligan értesíti Eddiet a helyzetről. Cletus megérkezik a Ravencrofthoz és kiszabadítja Francest. Ezután elmennek az egykori javító intézethez és porrá égetik.
Mulligan őrizetbe veszi Eddiet, mivel úgy gondolja, hogy Eddie többet tud. Eddie nem hajlandó válaszolni Mulligan kérdéseire. Eddie elmondja Annenak, hogy Venom elhagyta és meg kéne keresni őt. Mindeközben Venom San Franciscóban van és testről testre vándorol, míg bele nem fut Annebe. Anne meggyőzi Venomot, hogy segítsen Eddienek, ezért egyesülnek és kiszabadítják Eddiet az őrizetből. Majd Eddie és Venom újraegyesülnek, miután Eddie bocsánatot kér a szimbióta barátjától.
Cletus túszul ejti Mulligant, mialatt Frances elfogja Annet, és elárulja Dannek hol tartja fogságban, ezért Dan Eddie-hez fordul segítségért. Cletus és Frances azt tervezik, hogy összeházasodnak, de felbukkan Venom és összecsap Vérontóval. Azonban Venom nem tud felülkerekedni ellenfelén, de rájön, hogy Vérontó és Cletus nem egy összetartó csapat, amikor látja, hogy Vérontó megtámadja Francest, amiért használta a képességét. Ezért Venom arra provokálja Francest, hogy ismét vesse be a képességét. Ennek következtében a szimbióták leválnak a gazdatesteikről, miközben a katedrális összeomlik. Francest egy zuhanó harang megöli. Venom még éppen a becsapódás előtt megmenti Eddiet. Vérontó megpróbál újraegyesülni Cletussal, de Venom élve felfalja a szimbiótát. Cletus beismeri, hogy csak Eddie barátja akart lenni, de Eddie hagyja, hogy Venom leharapja ellenfelük fejét.
Mialatt Eddie, Venom, Anne és Dan megszökik, kiderül, hogy Mulligan is életben van és a szemei elkezdenek kéken világítani. Pár nappal később Eddie és Venom egy trópusi szigeten húzzák magukat a hatóságok elől.
A stáblista közbeni jelenetben Venom elárulja Eddienek, hogy a szimbióták hogyan is szereztek tudomást más univerzumokról. Majd hirtelen egy vakító fény által a egy ismeretlen szobába kerülnek, ahol a tévében látják, hogy J. Jonah Jameson felfedi Pókember titkos személyazonosságát, aki nem más, mint Peter Parker.

## Szereplők
| Szerep                    | Színész                         | Magyar hang     | Leírás |
| ------------------------- | ------------------------------- | --------------- | --- |
| Eddie Brock / Venom       | Tom Hardy                       | Király Attila   | Oknyomozó riporter, aki egy szimbióta uralma alá kerül, ami emberfeletti képességekkel ruházza fel. |
| Anne Weying               | Michelle Williams               | Németh Borbála  | Védőügyvéd és Eddie volt menyasszonya, aki rövid ideig a Venom gazdateste. |
| Frances Barrison / Sikoly | Naomie Harris                   | Nádasi Veronika | Cletus szerelme, aki sikolyképességével képes másokat elsüketíteni. |
| Frances Barrison / Sikoly | Olumide Olorunfemi (fiatalon)   | Nádasi Veronika | Cletus szerelme, aki sikolyképességével képes másokat elsüketíteni. |
| Dan Lewis                 | Reid Scott                      | Adorjáni Bálint | Orvos és Anne új barátja. |
| Patrick Mulligan          | Stephen Graham                  | Széles Tamás    | Nyomozó, aki azt reméli, hogy Eddie segítségével megtalálja Cletus gyilkossági áldozatainak maradványait. |
| Patrick Mulligan          | Sean Delaney (fiatalon)         | Nem szólal meg  | Nyomozó, aki azt reméli, hogy Eddie segítségével megtalálja Cletus gyilkossági áldozatainak maradványait. |
| Cletus Kasady / Vérontó   | Woody Harrelson                 | Stohl András    | Pszichopata sorozatgyilkos, aki Venom ivadékának, Vérontónak a gazdatestévé válik. |
| Cletus Kasady / Vérontó   | Jack Bandeira (fiatalon)        | Stohl András    | Pszichopata sorozatgyilkos, aki Venom ivadékának, Vérontónak a gazdatestévé válik. |
| Mrs. Chen                 | Peggy Lu                        | Román Judit     | Eddie és Venom állandó vásárlóhelyének eladója. |
| Dr. Camille Pazzo         | Sian Webber                     | Molnár Zsuzsa   | A Ravencroft Intézet egyik doktora. |
| Peter Parker / Pókember   | Tom Holland (archív felvétel)   | Nem szólal meg  | Egy tinédzser, aki pókszerű képességeket kapott, miután egy genetikailag módosított nyolclábú megcsípte. Jelenleg Mysterio meggyilkolásával vádolja a Hírharsona (ahogyan a Pókember: Idegenben című filmben is látható volt). |
| J. Jonah Jameson          | J. K. Simmons (archív felvétel) | Reviczky Gábor  | A Hírharsona főszerkesztője. |

## Megjelenés
A Venom 2. – Vérontó a tervezettek szerint az Egyesült Államokban 2021. október 1-én jelent meg, IMAX-ben is. Eredetileg 2020. október 2-án jelent volna meg, de a koronavírus-járvány miatt először 2021 júniusára, utána szeptember 17-re, majd 1 héttel későbbre, szeptember 24-re halasztották. Nem sokkal a 2. előzetes kiadása után a Sony elhalaszotta a filmet 2021. október 15-re. Azt is pletykálták, hogy a filmet később elhalaszthatják 2022-re is, de a Sony cáfolta, hogy újból elhalasztanák. Később október 1-ére helyezték vissza, miután a Shang-Chi és a tíz gyűrű legendája jól teljesített az első hétvégéjén, a pandémia ellenére.

## Fordítás
Ez a szócikk részben vagy egészben  a   Venom: Let There Be Carnage című angol Wikipédia-szócikk ezen változatának fordításán alapul.  Az eredeti cikk szerkesztőit annak laptörténete sorolja fel. Ez a jelzés csupán a megfogalmazás eredetét és a szerzői jogokat jelzi, nem szolgál a cikkben szereplő információk forrásmegjelöléseként.